# Butidrin
Butidrin (INN) (robne marke Betablok, Butidrat, Recetan), ili butedrin ili butidrin, takođe poznat kao hidrobutamin ili idrobutamin, je beta blokator srodan sa pronetalolom i propranololom koji je razvijen tokom 1960-ih. Slično nekim drugim beta blokatorima, butidrin takođe poseduje lokalna anestetička svojstva.